# Eustis Railroad

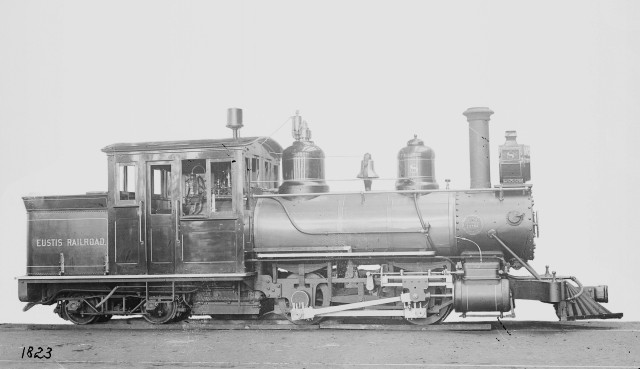
Die drei Eustis Dampfloks Nr. 7, 8 und 9 wurden 1903 und 1904 bei Baldwin gebaut

Die Eustis Railroad ist eine ehemalige Eisenbahngesellschaft in Maine (Vereinigte Staaten). Sie wurde am 29. April 1903 gegründet und baute bis 1904 eine 24,1 Kilometer lange Strecke in einer Spurweite von zwei Fuß (610 Millimetern) von Eustis Junction nach Berlin Mills sowie eine Zweigstrecke zum Skunk Brook Camp.
Die Bahngesellschaft wurde am 5. April 1904 durch die Phillips and Rangeley Railroad gepachtet, an deren Strecke die Eustis Railroad in Eustis Junction anschloss. 1905 ging die Bahngesellschaft zusammen mit der Phillips&Rangeley in Konkurs, blieb aber dennoch zunächst profitabel. Mit Wirkung vom 24. August 1911 kaufte die Sandy River and Rangeley Lakes Railroad die kleine Bahngesellschaft, die sie bereits seit 1908 gepachtet hatte. Die Strecke wurde abschnittsweise bis 1932 stillgelegt und abgebaut.